# Don Williams
Pour les articles homonymes, voir Don Williams (homonymie) et Williams.
Donald Ray Williams dit Don Williams  (né le 27 mai 1939 à Floydada au Texas et mort le 8 septembre 2017 à Mobile (Alabama)) est un auteur-compositeur-interprète américain de musique country.

## Biographie
Don Williams grandit à Portland, au Texas et fit sa scolarité à la Gregory-Portland High School jusqu'en 1958. Il apprit à jouer de la guitare adolescent. Il commença alors à se produire avec des petits groupes de country, rock n'roll et folk. Il forma son premier groupe avec Lofton Kline, appelé « The Strangers Two » et en 1964, avec l'arrivée de Susan Taylor, ils formèrent les Pozo-Seco Singers. Le groupe signa un contrat avec Columbia Records. Après sept ans dans le groupe folk-pop, Don Williams commença sa carrière solo en 1971. Il débuta également en tant que auteur-compositeur pour Jack Music Inc. Il signa son contrat d'artiste solo chez JMI Records.
En 1974, sa chanson We Should Be Together, signée chez ABC/Dot Records se classe à la cinquième place. Son premier single I Wouldn't Want to Live If You Didn't Love Me devint un numéro un du hit, annonçant une série de succès entre 1974 et 1991. Sur les 46 singles de cette période, seulement 4 n'entrèrent pas dans le Top 10.
Don s'est marié avec Joy Bucher le 10 avril 1960. Ensemble, ils ont eu deux fils : Gary et Tim.

## Récompenses
En 1978, Don Williams fut nommé « Chanteur de l'année » par la Country Music Association et son titre Tulsa Time fut quant à lui nommé « Single de l'année ». Sa chanson fut enregistrée par d'autres artistes comme Johnny Cash, Eric Clapton, Lefty Frizzell, Josh Turner, Sonny James, Alison Krauss, Billy Dean, Charley Pride, Kenny Rogers, Alan Jackson, Waylon Jennings et Pete Townshend. Sa musique a été également populaire internationalement, comme en Grande-Bretagne ou en Australie par exemple.

## Discographie

### Albums

#### Studio albums
| Année | Album                               | Positions  | Positions | RIAA              | Label            |
| Année | Album                               | US Country | US        | RIAA              | Label            |
| ----- | ----------------------------------- | ---------- | --------- | ----------------- | ---------------- |
| 1973  | Volume 1                            | 5          |           |                   | JMI              |
| 1974  | Volume 2                            | 13         |           |                   | JMI              |
| 1974  | Volume 3                            | 3          |           |                   | ABC              |
| 1975  | You're My Best Friend               | 5          |           |                   | ABC              |
| 1976  | Harmony                             | 1          |           |                   | ABC              |
| 1977  | Visions                             | 4          |           |                   | ABC              |
| 1977  | Country Boy                         | 9          |           |                   | ABC              |
| 1978  | Expressions                         | 2          | 161       |                   | ABC              |
| 1979  | Portrait                            | 11         |           |                   | MCA              |
| 1980  | I Believe in You                    | 2          | 57        | Disque de platine | MCA              |
| 1981  | Especially for You                  | 5          | 109       |                   | MCA              |
| 1982  | Listen to the Radio                 | 6          | 166       |                   | MCA              |
| 1983  | Yellow Moon                         | 12         | 44        |                   | MCA              |
| 1984  | Cafe Carolina                       | 13         |           |                   | MCA              |
| 1986  | Sings Bob McDill                    |            |           |                   | MCA              |
| 1986  | New Moves                           | 29         |           |                   | Capitol          |
| 1987  | Traces                              |            |           |                   | Capitol          |
| 1989  | Prime Cuts                          |            |           |                   | Capitol          |
| 1989  | One Good Well                       | 54         |           |                   | RCA              |
| 1990  | True Love                           | 56         |           |                   | RCA              |
| 1992  | Currents                            |            |           |                   | RCA              |
| 1994  | An Evening with Don Williams (Live) |            |           |                   | American Harvest |
| 1995  | Borrowed Tales                      |            |           |                   | American Harvest |
| 1996  | Flatlands                           |            |           |                   | American Harvest |
| 1998  | I Turn the Page                     | 69         |           |                   | Giant            |
| 2002  | Follow Me Back Home                 |            |           |                   | Giant            |
| 2004  | My Heart to You                     |            |           |                   | Compendia        |

#### Compilations
| Année | Album                                | US Country | RIAA        | Label |
| ----- | ------------------------------------ | ---------- | ----------- | ----- |
| 1975  | Greatest Hits                        | 5          |             | ABC   |
| 1979  | The Best of Don Williams, Volume II  | 7          | Disque d'or | ABC   |
| 1984  | The Best of Don Williams, Volume III | 18         | Disque d'or | MCA   |
| 1986  | Greatest Hits Volume IV              | 60         |             | MCA   |
| 1986  | Lovers and Best Friends              |            |             | MCA   |
| 1987  | 20 Greatest Hits                     |            |             | MCA   |
| 2000  | The Millennium Collection            | 74         |             | MCA   |
| 2004  | The Definitive Collection            | 48         |             |       |

### Singles
| Année | Titre                                            | Positions  | Positions | Positions   | Album                 |
| Année | Titre                                            | US Country | US        | CAN Country | Album                 |
| ----- | ------------------------------------------------ | ---------- | --------- | ----------- | --------------------- |
| 1973  | "Shelter of Your Eyes"                           | 14         | —         | —           | Don Williams Vol. 1   |
| 1973  | "Come Early Morning"                             | 12         | —         | —           | Don Williams Vol. 1   |
| 1973  | "Amanda"                                         | 33         | —         | —           | Don Williams Vol. 1   |
| 1974  | "Atta Way to Go"                                 | 13         | —         | 57          | Don Williams Vol. 2   |
| 1974  | "We Should Be Together"                          | 5          | —         | —           | Don Williams Vol. 2   |
| 1974  | "Down the Road I Go"                             | 62         | —         | 50          | Don Williams Vol. 2   |
| 1974  | "I Wouldn't Want to Live If You Didn't Love Me"  | 1          | —         | 10          | Don Williams Vol. 3   |
| 1974  | "The Ties That Bind"                             | 4          | —         | 2           | Don Williams Vol. 3   |
| 1975  | "You're My Best Friend"                          | 1          | —         | 1           | You're My Best Friend |
| 1975  | "(Turn Out the Light And) Love Me Tonight"       | 1          | —         | 5           | You're My Best Friend |
| 1975  | "Till the Rivers All Run Dry"                    | 1          | —         | —           | Harmony               |
| 1976  | "Say It Again"                                   | 1          | —         | 4           | Harmony               |
| 1976  | "She Never Knew Me"                              | 2          | 103       | 2           | Harmony               |
| 1977  | "Some Broken Hearts Never Mend"                  | 1          | 108       | 6           | Visions               |
| 1977  | "I'm Just a Country Boy"                         | 1          | 110       | 1           | Country Boy           |
| 1978  | "I've Got a Winner in You"                       | 7          | —         | 10          | Country Boy           |
| 1978  | "Rake and Ramblin' Man"                          | 3          | —         | 2           | Country Boy           |
| 1978  | "Tulsa Time"                                     | 1          | 106       | 1           | Expressions           |
| 1979  | "Lay Down Beside Me"                             | 3          | —         | 2           | Expressions           |
| 1979  | "It Must Be Love"                                | 1          | —         | 2           | Expressions           |
| 1979  | "Love Me Over Again"                             | 1          | —         | 1           | Portrait              |
| 1980  | "Good Ole Boys Like Me"                          | 2          | —         | 3           | Portrait              |
| 1980  | "I Believe in You"                               | 1          | 24        | 1           | I Believe in You      |
| 1981  | "Falling Again"                                  | 6          | —         | 3           | I Believe in You      |
| 1981  | "Miracles"                                       | 4          | —         | 2           | Especially for You    |
| 1981  | "If I Needed You" (avec Emmylou Harris)          | 3          | —         | 1           | Especially for You    |
| 1981  | "Lord, I Hope This Day Is Good"                  | 1          | —         | 1           | Especially for You    |
| 1982  | "Listen to the Radio"                            | 3          | —         | 1           | Listen to the Radio   |
| 1982  | "Mistakes"                                       | 3          | —         | 3           | Listen to the Radio   |
| 1982  | "If Hollywood Don't Need You (Honey I Still Do)" | 1          | —         | 1           | Listen to the Radio   |
| 1983  | "Love Is on a Roll"                              | 1          | —         | 1           | Yellow Moon           |
| 1983  | "Nobody but You"                                 | 2          | —         | 1           | Yellow Moon           |
| 1983  | "Stay Young"                                     | 1          | —         | 3           | Yellow Moon           |
| 1984  | "That's the Thing About Love"                    | 1          | —         | 1           | Cafe Carolina         |
| 1984  | "Maggie's Dream"                                 | 11         | —         | 13          | Cafe Carolina         |
| 1984  | "Walkin' a Broken Heart"                         | 2          | —         | 3           | Cafe Carolina         |
| 1985  | "It's Time for Love"                             | 20         | —         | 49          | Cafe Carolina         |
| 1985  | "We've Got a Good Fire Going"                    | 3          | —         | 2           | New Moves             |
| 1986  | "Heartbeat in the Darkness"                      | 1          | —         | 2           | New Moves             |
| 1986  | "Then It's Love"                                 | 5          | —         | 4           | New Moves             |
| 1987  | "Señorita"                                       | 9          | —         | 12          | New Moves             |
| 1987  | "I'll Never Be in Love Again"                    | 4          | —         | 15          | New Moves             |
| 1987  | "I Wouldn't Be a Man"                            | 9          | —         | 7           | Traces                |
| 1988  | "Another Place, Another Time"                    | 5          | —         | *           | Traces                |
| 1988  | "Desperately"                                    | 7          | —         | *           | Traces                |
| 1988  | "Old Coyote Town"                                | 5          | —         | *           | Prime Cuts            |
| 1989  | "One Good Well"                                  | 4          | —         | 3           | One Good Well         |
| 1989  | "I've Been Loved by the Best"                    | 4          | —         | 11          | One Good Well         |
| 1990  | "Just as Long as I Have You"                     | 4          | —         | 11          | One Good Well         |
| 1990  | "Maybe That's All It Takes"                      | 22         | —         | 47          | One Good Well         |
| 1990  | "Back in My Younger Days"                        | 2          | —         | 1           | True Love             |
| 1991  | "True Love"                                      | 4          | —         | —           | True Love             |
| 1991  | "Lord Have Mercy on a Country Boy"               | 7          | —         | 17          | True Love             |
| 1992  | "It's Who You Love"                              | 73         | —         | —           | Currents              |
| 1992  | "Too Much Love"                                  | 72         | —         | —           | Currents              |
| 1998  | "Cracker Jack Diamond"                           | —          | —         | 87          | I Turn the Page       |